# باشگاه فوتبال کلرمون فوت
باشگاه فوتبال کلرمونت فوت (فرانسوی: Clermont Foot‎) یک باشگاه فوتبال است که در در کلرمون-فران کشور فرانسه پایه‌گذاری شده‌است. این باشگاه هم‌اکنون در لیگ ۱ بازی می‌کند.